# 孟雲卿
孟雲卿（？—？），平昌安丘（今山东省安丘市）人，家樊口（今湖北鄂州），唐朝政治人物。

## 生平
永泰初年進士及第，曾官校书郎。與杜甫、元结友好。乾元元年杜甫貶官华州司功参军，离京前夕與孟雲卿秉烛痛饮。大曆年間，雲卿流寓荊州、廣陵。《全唐詩》錄其诗一卷。